# Mitsubishi Colt
Mitsubishi Colt – samochód osobowy produkowany przez japoński koncern Mitsubishi Motors w latach 1978–2012 oraz ponownie od 2023. Początkowo zaliczano go do segmentu C; był odmianą hatchback modelu Lancer. Szósta generacja była natomiast zaliczana do segmentu B. Sprzedawano go również jako Mitsubishi Mirage. Od 2023 roku produkowana jest siódma generacja modelu po ponad 10-letniej przerwie.

## Pierwsza generacja

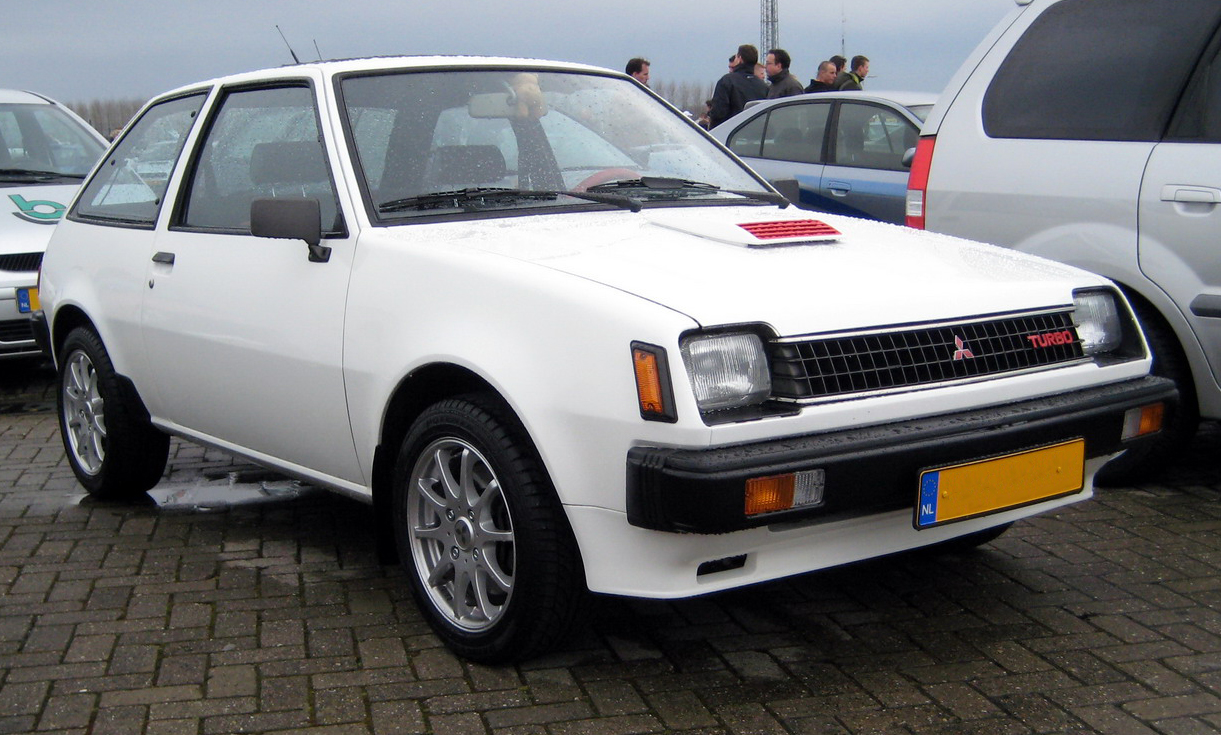
Mitsubishi Colt I 3d

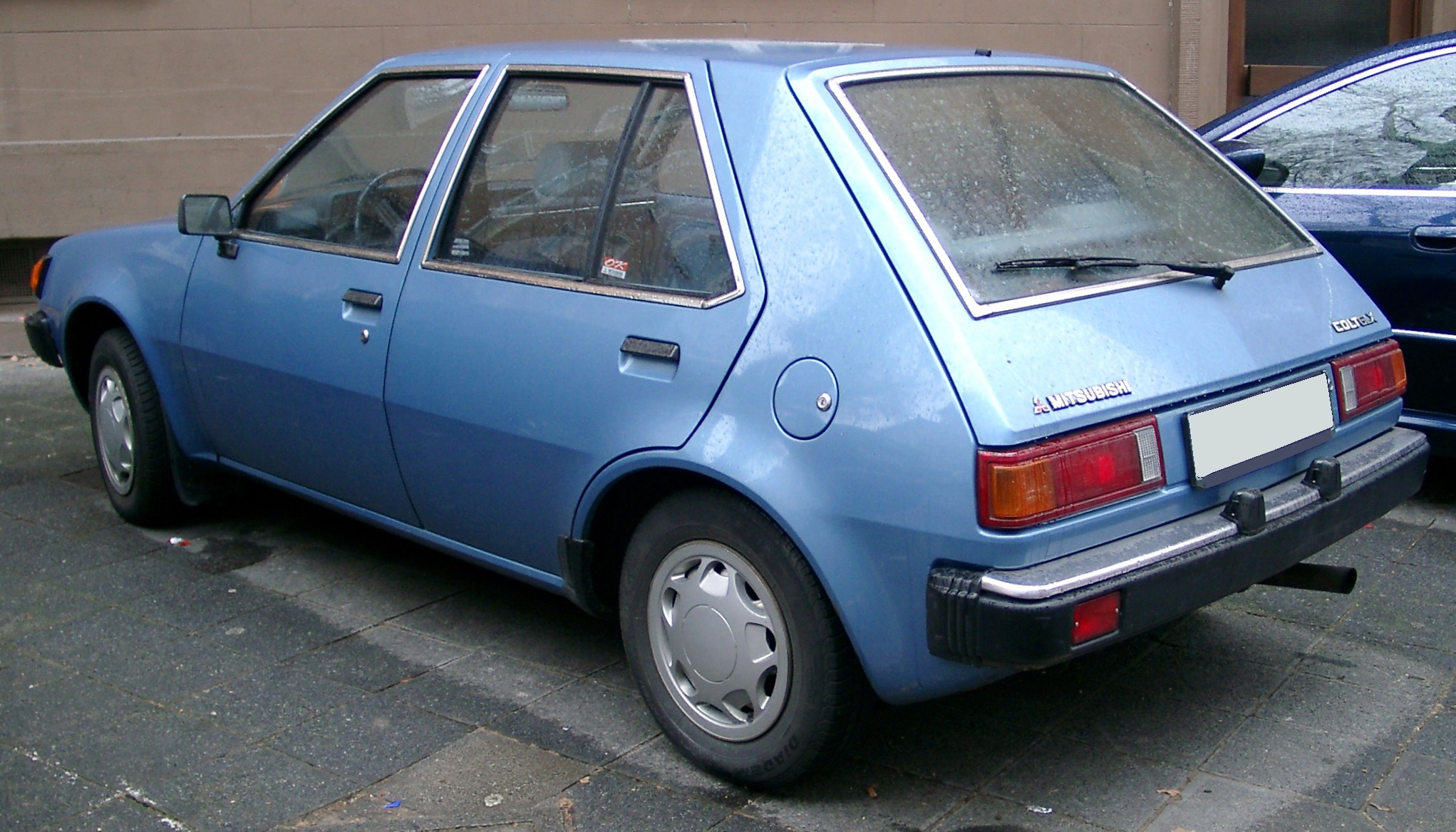
Mitsubishi Colt I - tył

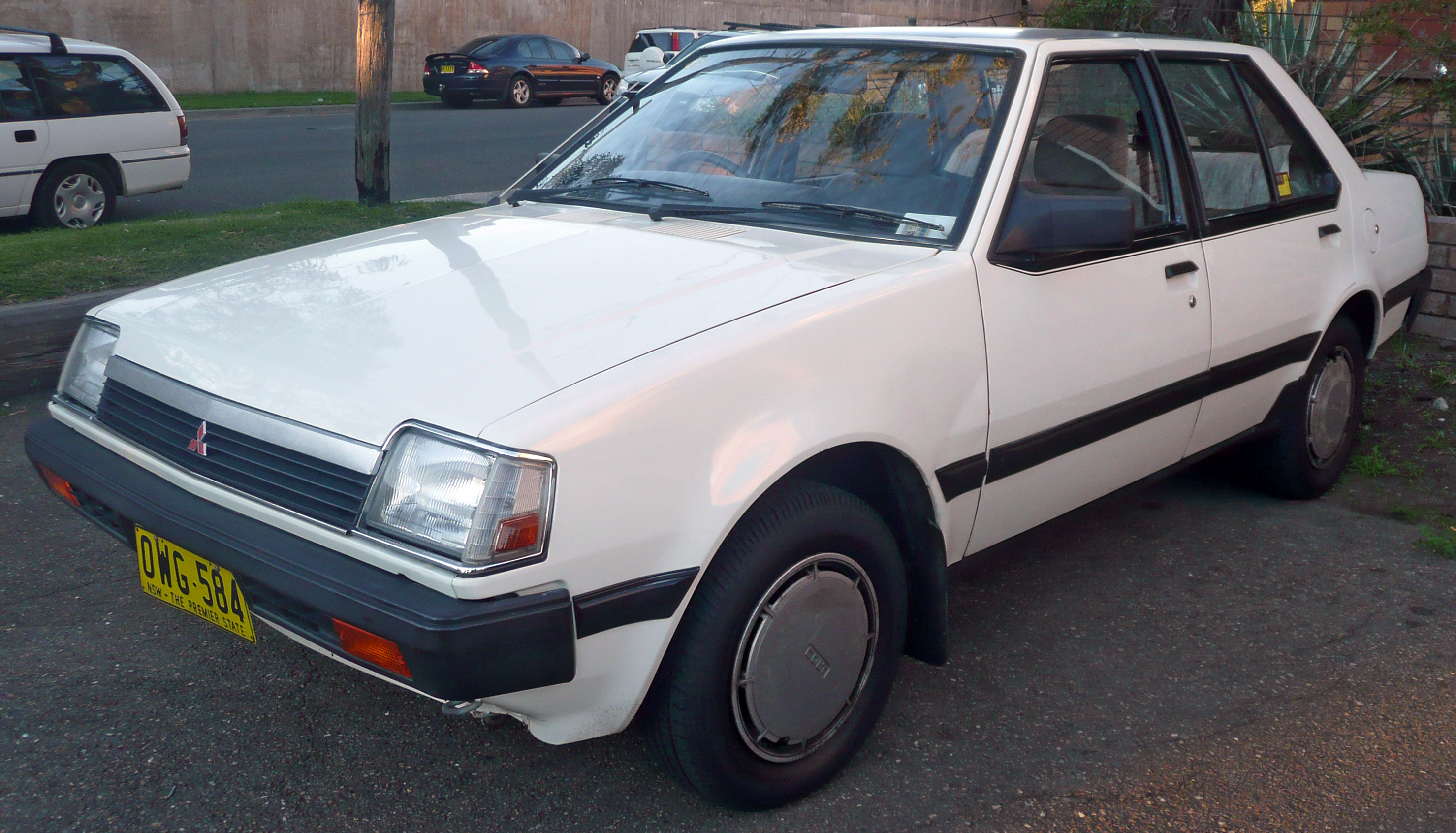
Colt sedan w wersji australijskiej

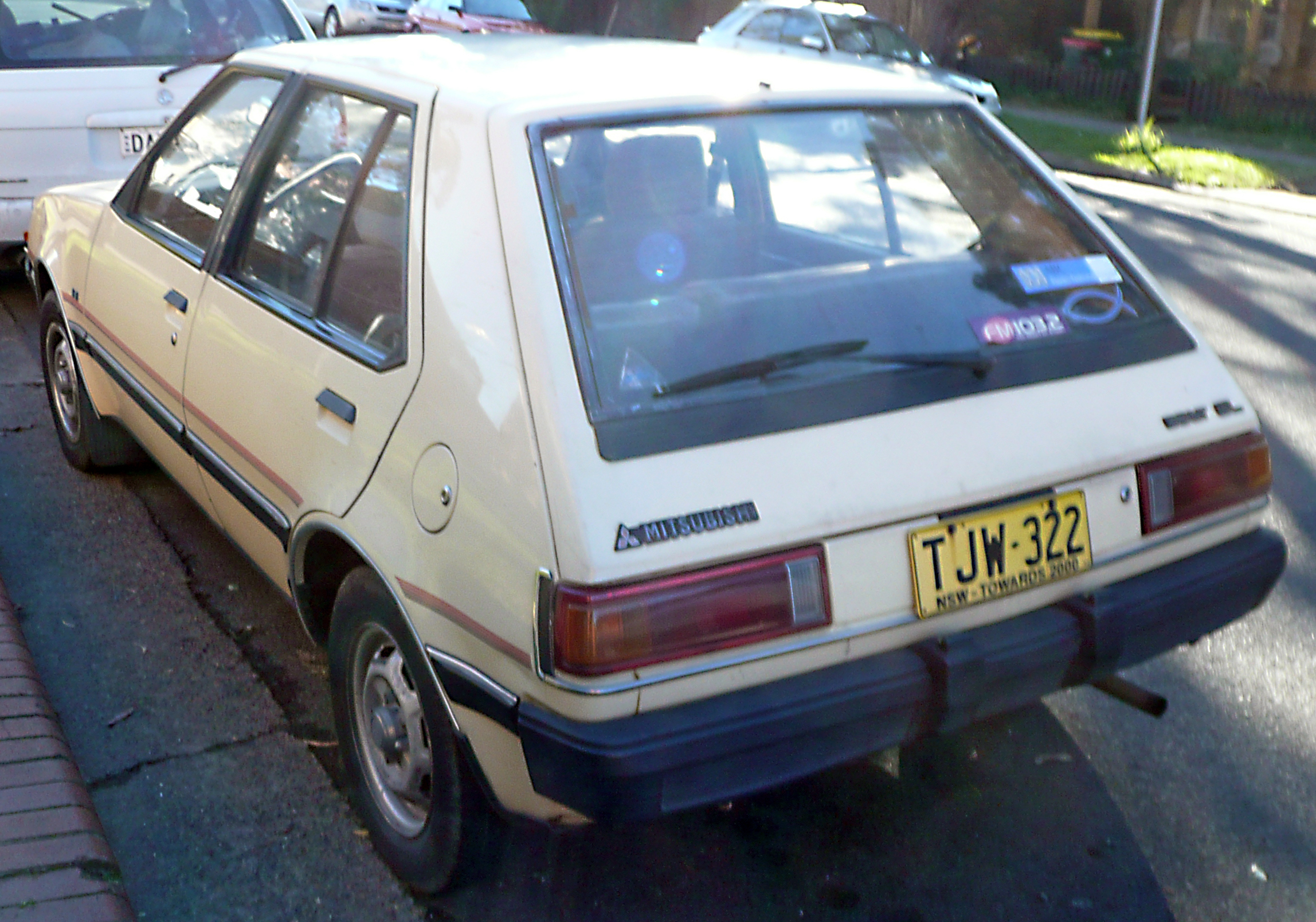
wersja 5d

Pierwsza generacja Mitsubishi Colt została zaprezentowana na Międzynarodowym Salonie Samochodowym w Genewie w lutym 1978 roku. Do sprzedaży samochód trafił w grudniu tego samego roku. W Polsce samochód nie był sprzedawany. Niebywałymi zaletami tego samochodu były niezawodność, przestronność i bardzo dobry stosunek ceny do jakości.

### Silniki
- 1.2 l 55 KM
- 1.4 l 70 KM
- 1.4 l Turbo 105 KM (od 1981 r.)

## Druga generacja

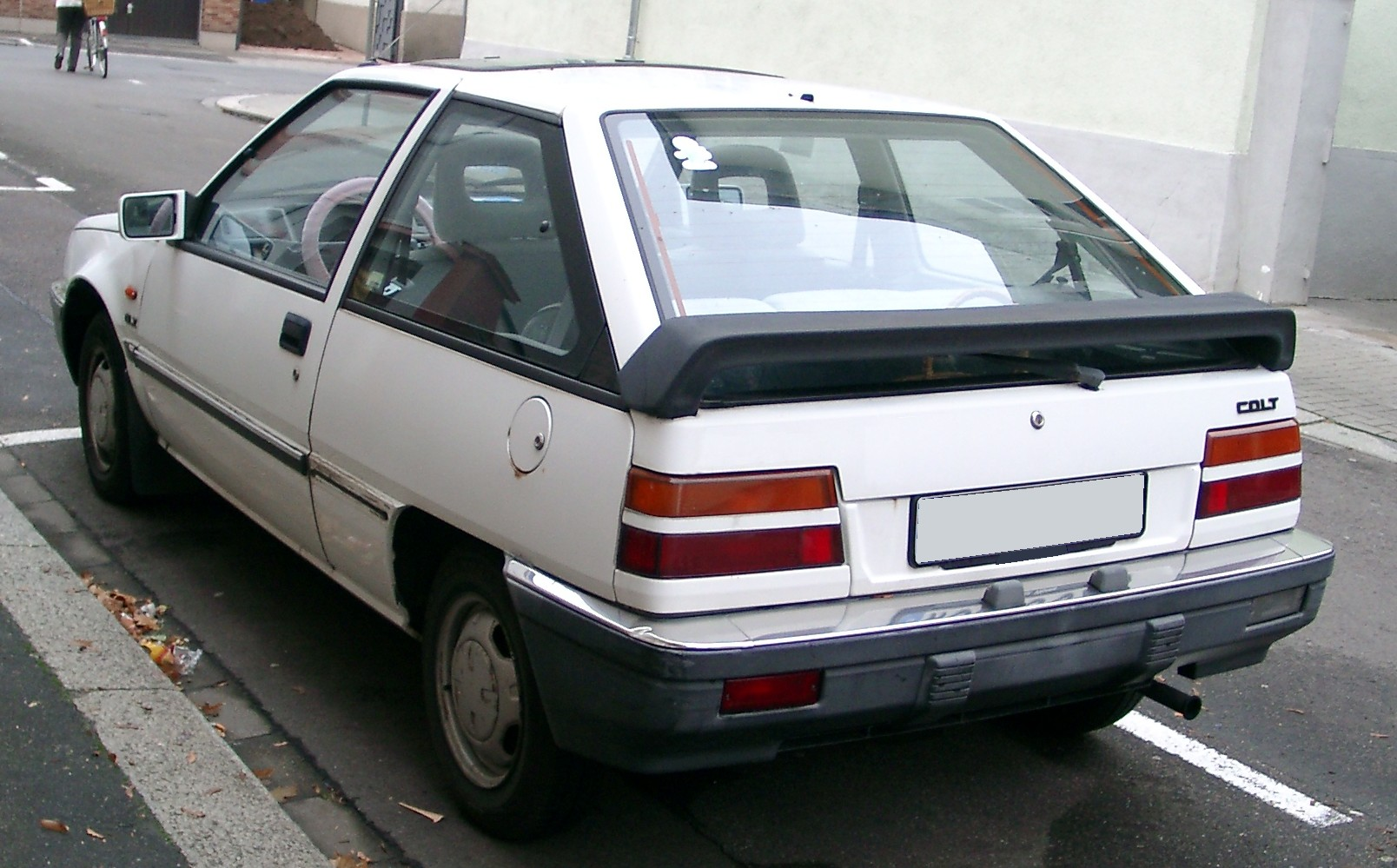
Mitsubishi Colt II - tył

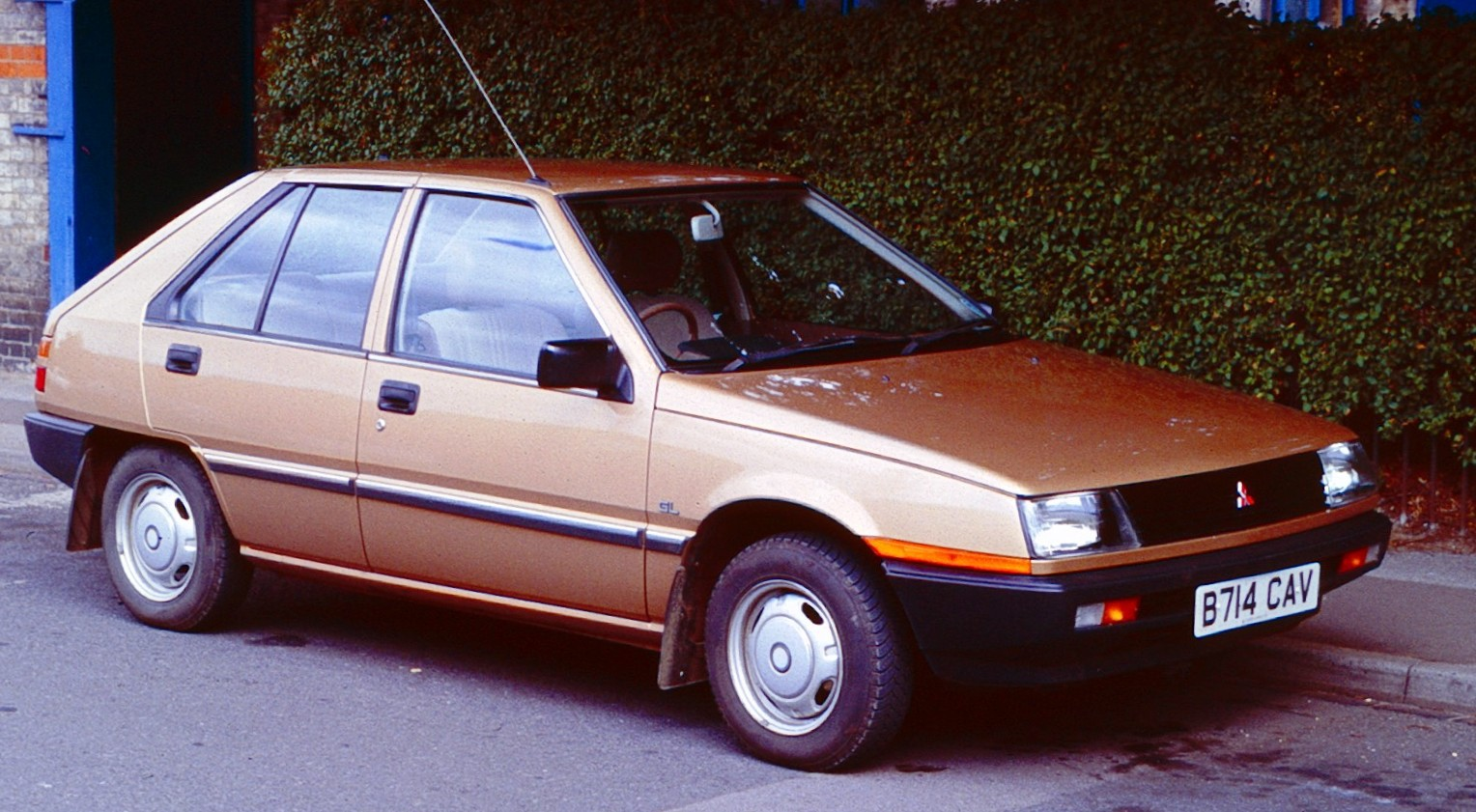
wersja przed modernizacją w 1986 roku

W 1984 roku została zaprezentowana druga generacja Colta. Dostępny był w trzech wersjach silnikowych. Model był 3-drzwiową odmianą trzeciej generacji Lancera. Hatchback był dostępny w czterech wariantach silnikowych, po raz pierwszy z silnikiem Diesla. 1.5-litrowy silnik benzynowy był dostępny z reczną skrzynią oraz w wersji automatycznej. W USA model nosił nazwę Dodge Colt.

### Silniki
Benzynowe:
- 1.2 l, 40–44 kW (55–60 KM), 1984–1988
- 1.5 l, 51–55 kW (70–75 KM), 1985–1988
- 1.6 l Turbo, 92 kW (125 KM), 1984–1988

Diesel:
- 1.8 l, 43 kW (58 KM), 1984–1988

## Trzecia generacja

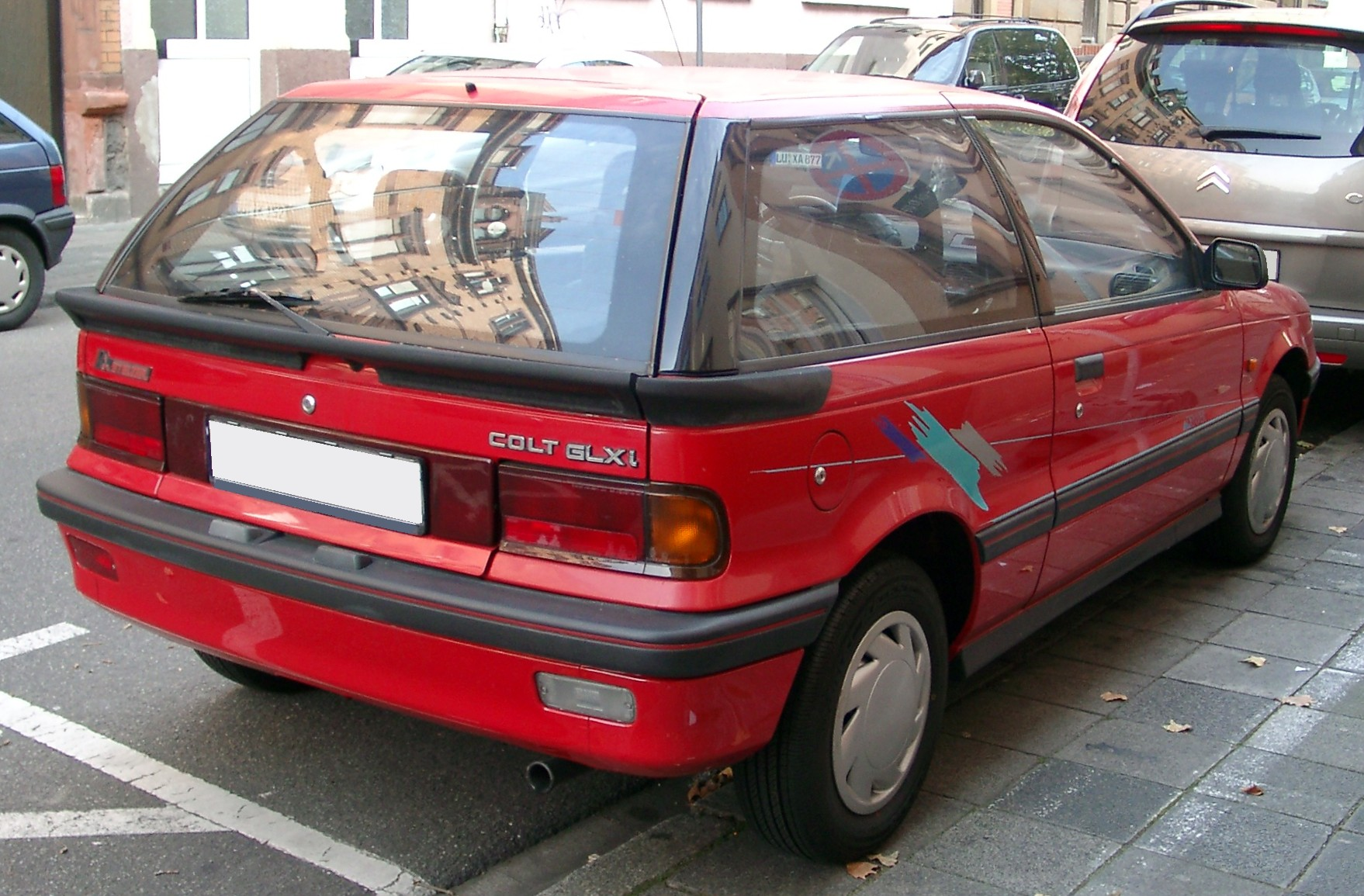
Mitsubishi Colt III - tył

Colt III kod nadwozia C5xA został zaprezentowany w 1987 roku. Również ten model był 3-drzwiową generacją Lancera. Pierwszy raz w historii model był oferowany z ABS oraz ze wspomaganiem kierownicy. Od tej generacji Colt był już oferowany w Polsce. Występował również pod nazwami Mirage na rynkach poza Europą oraz Dodge Colt, Plymouth Colt i Eagle Summit w USA i Kanadzie.
Najmocniejsza wersja silnikowa występowała na rynku japońskim i nosiła nazwę Mitsubishi Mirage Cyborg R Turbo. Silnik 4G61T o pojemności 1.6 litra z dwoma wałkami rozrządu w głowicy i 16 zaworami wyposażony w Intercooler osiągał moc 160 KM. Powstawała również wersja z napędem na 4 koła tego samochodu.
Produkowane modele to:
- 1300GL/EL 44 kW-60 KM/5500 96 Nm/3000 151 km/h 16,5 s 4G13 OHC 12V 955 kg
- 1300GL/EL 55 kW-75 KM 118 Nm/300 163 km/h 13,8 s 4G13 OHC 12V 920 kg
- 1500GLXi 62 kW-84 KM/5500 122 Nm/3000 165 km/h 11,9 s 4G15 OHC 8V 975 kg
- 1500GLXi 66 kW-90 KM/6000 126 Nm/3000 172 km/h ? 4G15 OHC 12V 945 kg
- 1600GTi-16V 91 kW-124 KM/6500 142 Nm/5000 195 km/h 9,2 s 4G61 DOHC 16V 1089 kg
- 1800GL Diesel 44 kW-60 KM/4500 113 Nm/3000 148 km/h 16,4 s 4D65 OHC 12V 1030 kg
- 1800GTi-16V 100 kW-136 KM/6000 164 Nm/4500 200 km/h 7,9 s 4G67 DOHC 16V 1045 kg

Tylko w USA:
- 1600 Mirage Turbo 99 kW-135 KM/6000 191 Nm/3000 219 km/h 6,9 s 4G61T DOHC 16V 1155 kg

Tylko w Japonii:
- 1600 Mirage Cyborg 145 KM/6000 4G61T Intercooler
- 1600 Mirage Cyborg R Turbo AWD 160 KM-118 KW/6000 221 Nm/2500 4G61T Intercooler

## Czwarta generacja

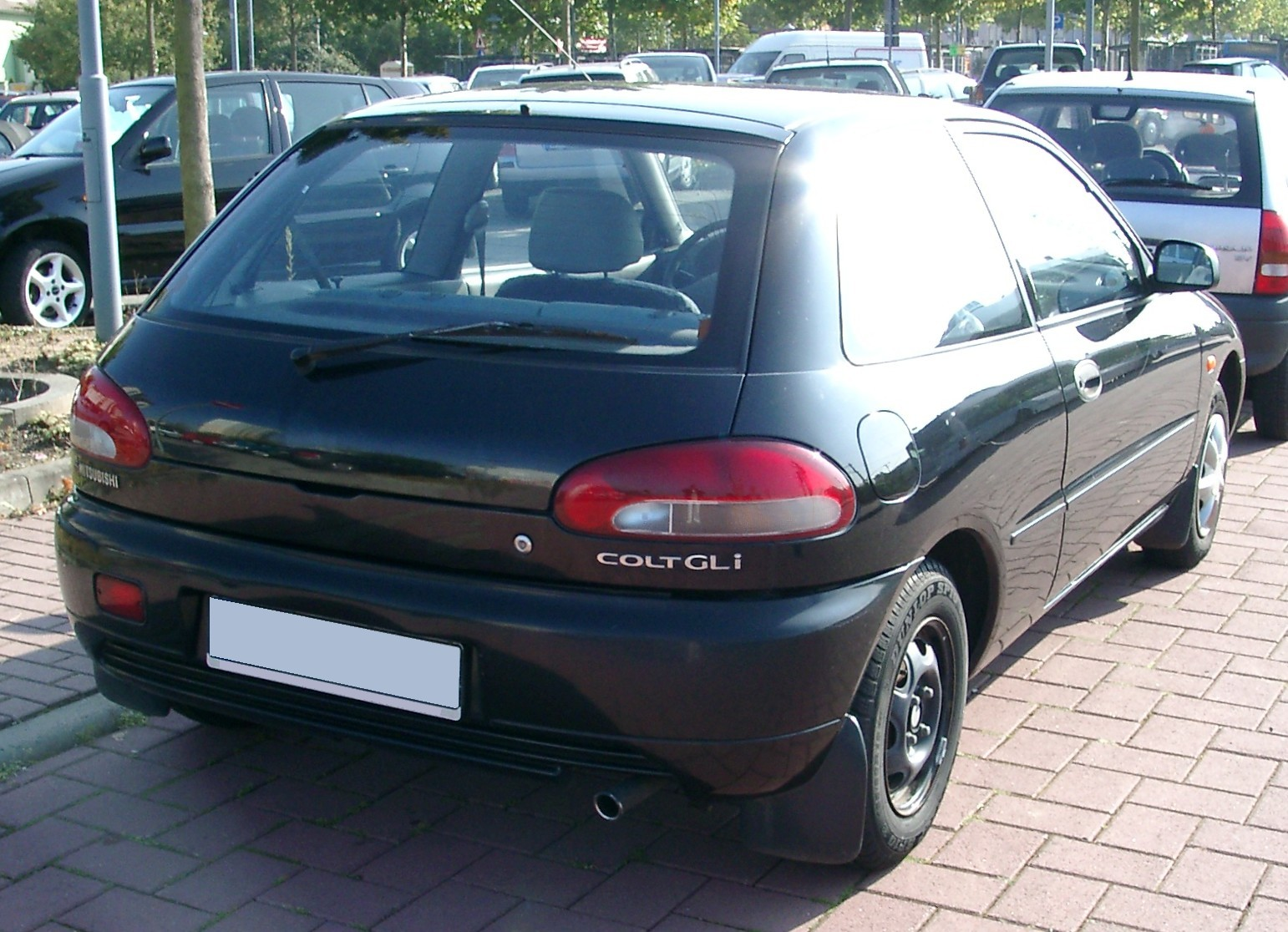
Mitsubishi Colt IV - tył

Czwarta generacja Colta została zaprezentowana na Międzynarodowym Salonie Samochodowym w Paryżu w 1992. I tym razem model jest odmianą Lancera. Jako Proton Satria model był produkowany do 2005 w Malezji. W modelu tym w końcowym okresie produkcji zaczęto stosować poduszki powietrzne, istniała wersja GTi (1.8 DOHC) oraz 4x4 (1.6) produkowana na eksport do Szwajcarii, była także dwudrzwiowa wersja sedan sprzedawana głównie w USA jako Mitsubishi Mirage, w Japonii tylko jako Mirage. Istnieje także japońska odmiana Mirage Cyborg dysponująca wolnossącym wysokoobrotowym silnikiem 1.6 DOHC MIVEC o mocy 175KM.
Wyposażenie (wybrane):
- poduszki powietrzne
- ABS
- wspomaganie kierownicy
- elektryczne szyby, lusterka
- klimatyzacja manualna
- szyberdach
- podgrzewane siedzenia (wybrane kraje)
- spryskiwacze lamp przednich (wybrane kraje)
- centralny zamek

Najmocniejsza wersja europejska GTi charakteryzuje się dużą mocą oraz niedużym zapotrzebowaniem na paliwo. Silnik o mocy 140KM pozwala rozpędzić się do pierwszej setki w czasie ok. 7,6 s i rozpędzić do prędkości ok. 210 km/h. Niska masa w połączeniu z mocnym silnikiem czyni z Colta GTi prawdziwego hot hatcha (skrót od hot hatchback).

## Piąta generacja

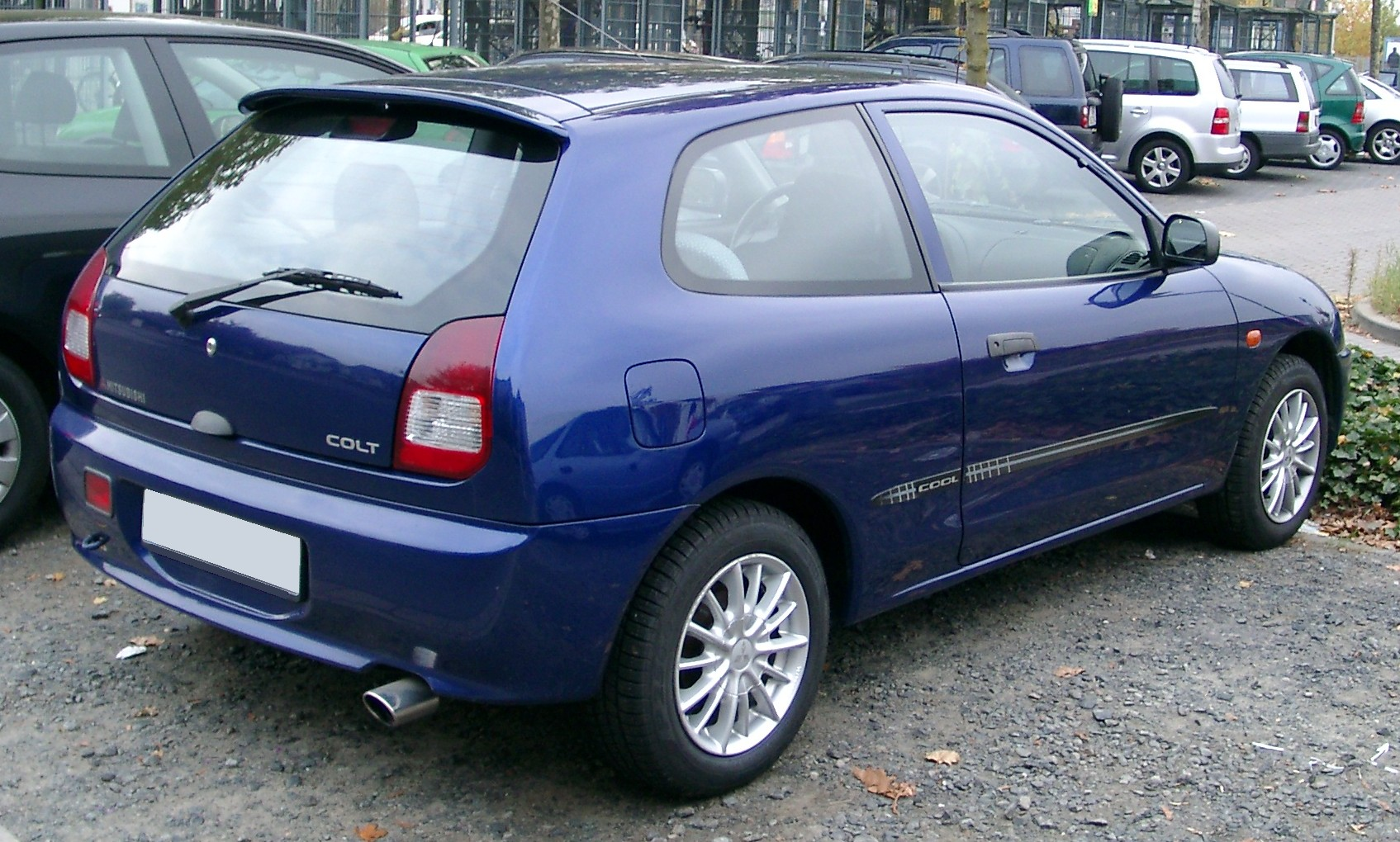
Mitsubishi Colt V - tył

Piąta generacja Colta została zaprezentowana na Międzynarodowym Salonie Samochodowym we Frankfurcie nad Menem w 1995 roku. Została opracowana na czwartej generacji. Był to ostatni Colt segmentu C, a także ostatnia generacja Colta produkowana jedynie w Japonii (później Mitsubishi otworzyło produkcję w Holandii). W Japonii sprzedawany jako Mirage, tak jak jego poprzednik.

## Szósta generacja

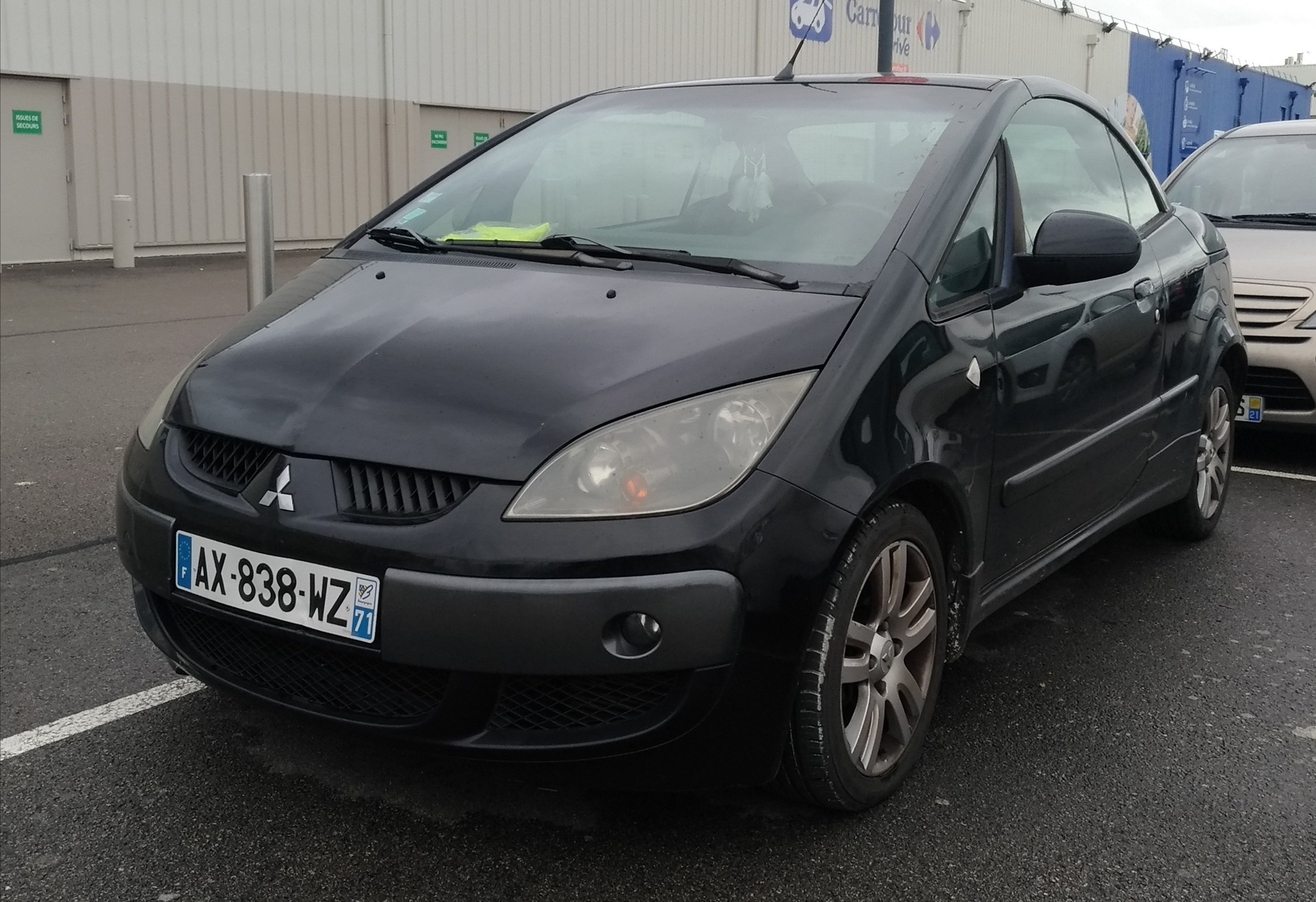
Mitsubishi Colt CZC - Przód

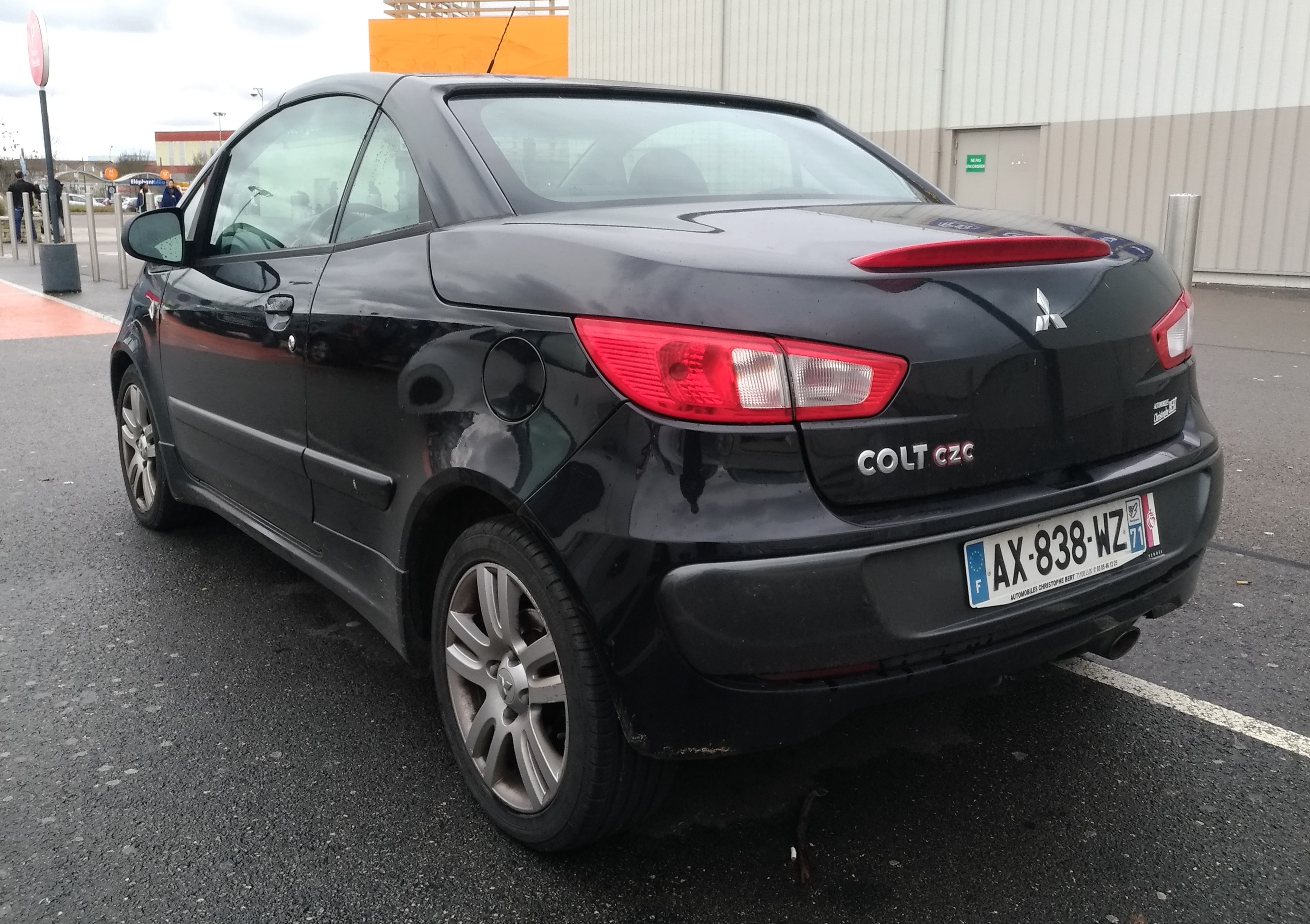
Mitsubishi Colt CZC - Tył

Szósta generacja Colta została zaprezentowana na Międzynarodowym Salonie Samochodowym w Genewie w 2003. Była wielkim przełomem. Był to pierwszy Colt segmentu B, oferowano go również jako CZC. Został całkowicie opracowany przez europejskich stylistów. Wyłącznie w Japonii oferowano go również jako Mitsubishi Colt Plus, który był jego przedłużoną wersją. Od 2004 roku produkcja Colta na rynek europejski ruszyła w holenderskiej fabryce NedCar, należącej do Mitsubishi Motors. Natomiast wersja CZC we Włoszech.
Model powstał w kooperacji z Daimlerem-Chryslerem na płycie podłogowej Smarta ForFour.

### Facelifting
Mitsubishi Colt VI generacji po faceliftingu został zaprezentowany na Międzynarodowym Salonie Samochodowym w Paryżu w 2008. Model wykorzystuje kierunek stylizacyjny Jet Fighter, który zapoczątkował Mitsubishi Lancer VIII. Zmieniono kompletnie przód i tył. Wnętrze zmodernizowano tylko w lekkim stopniu.

### Koniec produkcji i dalsze losy
W 2012 roku zadebiutował następca modelu, który otrzymał nową, ale dobrze znaną w poprzednim stuleciu nazwę - Mirage. W Europie model z powodów problemów marki Mitsubishi z prawami do nazwy Mirage otrzymał nazwę Space Star, niemającą jednak nic wspólnego z nieprodukowanym już minivanem pod tą samą nazwą. W kwietniu 2022 powrót Colta został ogłoszony. Samochód jest bliźniaczą odmianą piątej generacji Renault Clio oraz jest razem z nim produkowany w tureckiej fabryce w Bursie. Jego światowy debiut odbył się w czerwcu 2023.

### Silniki
| Wersja  | Silnik/l.cyl/l.zaw. | Moc maks. kW/KM | Napęd | Prędkość maks.(km/h) | 0-100km/h |
| ------- | ------------------- | --------------- | ----- | -------------------- | --------- |
| 1.1     | benz./3/12          | 55/75           | P     | 165                  | 13,4s     |
| 1.3     | benz./4/16          | 70/95           | P     | 180                  | 11,1s     |
| 1.5     | benz./4/16          | 80/109          | P     | 190                  | 10,0s     |
| 1.5T    | t.benz./4/16        | 110/150         | P     | 210                  | 8,0s      |
| 1.5 DID | t.diesel/3/12       | 50/68           | P     | 178                  | 14,4s     |
| 1.5 DID | t.diesel/3/12       | 70/95           | P/A   | 190                  | 9,9s      |

## Siódma generacja

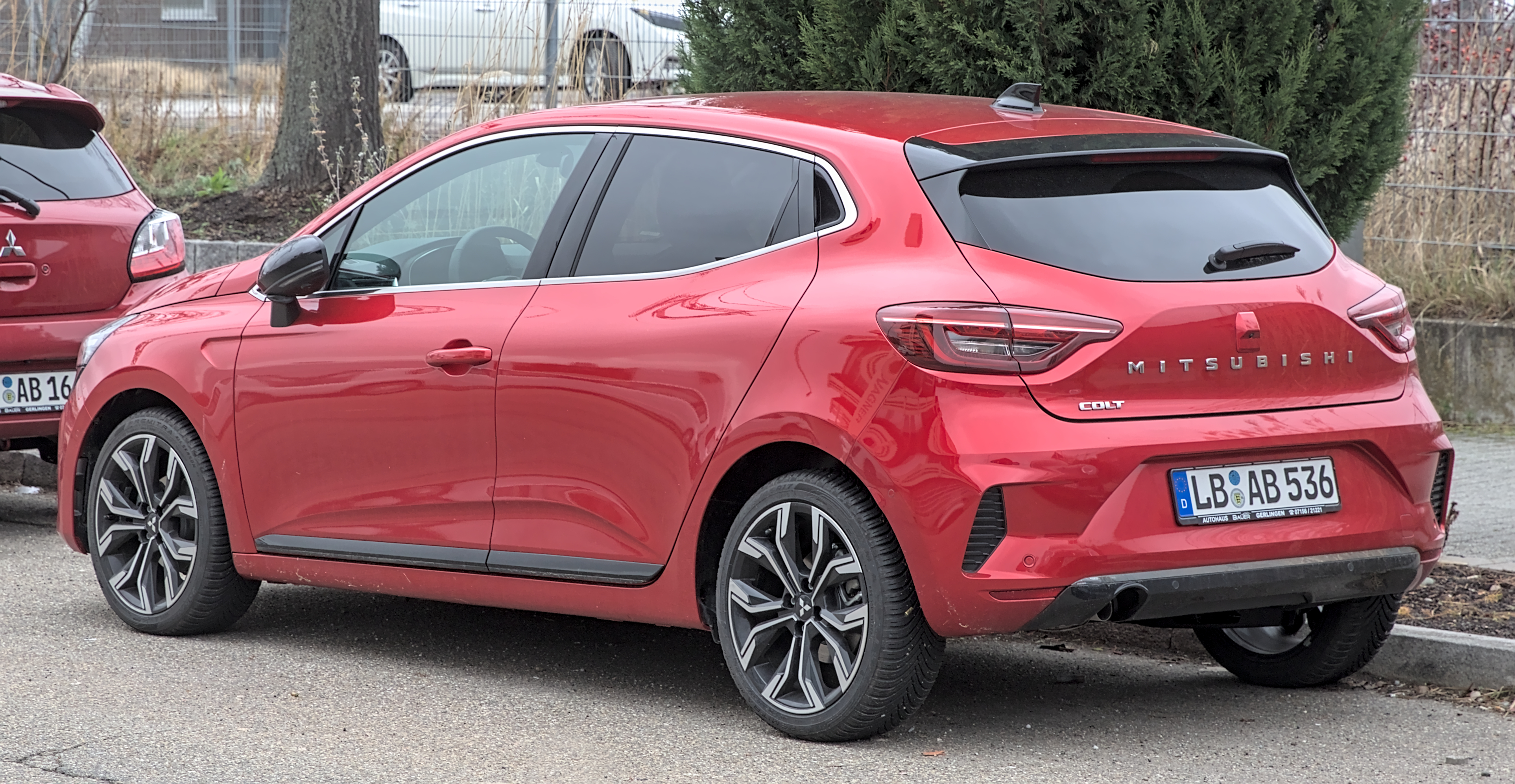
Mitsubishi Colt VII – tył

Mitsubishi Colt VII został zaprezentowany 8 czerwca 2023 roku. Samochód jest niczym innym, jak Renault Clio V po modernizacji. Rezerwacje modelu rozpoczęły się kilka tygodni po premierze. Jego debiut na polskim rynku jest spodziewany jesienią 2023 roku. Za miejsce produkcji, razem z Renault Clio, wyznaczono zakłady Oyak-Renault w Bursie.